# 西維珍尼亞州第一國會選區
西弗吉尼亞州第一國會選區（英語：First Congressional District of West Virginia）是美國西弗吉尼亞州三個聯邦眾議院選區之一，始於1863年，2013年起位於該州的北部。
該選區在2000年以後的總統選區一直支持共和黨，在眾議院選舉方面則呈共和民主兩黨競爭的局面。